# General Heriberto Jara International Airport
General Heriberto Jara International Airport är en flygplats i Mexiko.   Den ligger i kommunen Veracruz och delstaten Veracruz, i den sydöstra delen av landet, 300 km öster om huvudstaden Mexico City. General Heriberto Jara International Airport ligger 27 meter över havet.
Terrängen runt General Heriberto Jara International Airport är platt, och sluttar österut. Runt General Heriberto Jara International Airport är det ganska tätbefolkat, med 230 invånare per kvadratkilometer. Närmaste större samhälle är Veracruz, 6,1 km nordost om General Heriberto Jara International Airport. Trakten runt General Heriberto Jara International Airport består till största delen av jordbruksmark.